# Чумацькі пісні
Чума́цькі пісні́ — народні пісні про життя, побут, пригоди й переживання чумаків.

## Шлях та пісні
Чумацький промисел в Україні відомий з XV ст., а його розквіт припадає на XVIII — поч. XIX ст. Чумаки торгували переважно рибою та сіллю, яку привозили на волах з Дону і з берегів Чорного й Азовського морів.
Довгий шлях, невлаштованість побуту, небезпека ворожих нападів, хвороби і смерть на чужині — основні мотиви чумацьких пісень. В них показані й причини, які змушували селян вдаватись до чумакування:
Ой тим же я чумакую, Що так мені лучче жити: На панщину не ходити, Подушного не платити…
Злидні,— «ані солі одробинки, ані хліба окрошинки» гнали з дому, змушували шукати долі — «хвортуни» в далекому краю:
Ой хвортуно, ти, небого, Послужи мені немного,—

служила ж у хазяйстві, та й служила у бурлацтві, ще й послужи у чумацтві.
Але нерідко надії не справджувались і повертався чумак з Дону додому тільки з батіжком у руках, «за плечима торбина, ще й латана свитина — дочумакувався!» Серед лихих пригод — хвороб, каліцтва — пісні з осудом називають і пияцтво, яке призводило до гіркого фіналу: "не знать за що пропив вози, пропив ярма ще й занози, а сам ходиш по дорозі, проливавши гіркі сльози ". Чумацьким промислом займалися й козаки. Відомо, що запорожці супроводжували чумацькі валки, захищаючи їх від нападів татар, залишали чумаків у своїх поселеннях на зимівлю. Деякі мотиви чумацьких пісень перегукуються з козацькими; окремі образи, порівняння, метафори повторюються в козацьких, чумацьких, а далі й солдатських піснях:
Та по дорогах річки течуть, Понад шляхом маки цвітуть.

То ж не маки — то чумаки

Везуть рибу — все судаки.
Образне порівняння героїв пісні з розсипами червоних маків понад шляхом більше відповідає реаліям козацького побуту, — козаки носили шапки з червоним верхом; у козацьких піснях не раз бачимо цей образ, звідти він перейшов і до інших циклів. Чумацькі валки звичайно споряджалися напровесні; можливо, саме цим пояснюються аналогії або й тотожність заспівів веснянок і чумацьких пісень.
Порівняймо: У веснянці:
А вже весна, а вже красна, Із стріх вода крапле.

Молодому козакові

Мандрівочка пахне.
В чумацькій пісні:
Весна красна наступає, Із стріх вода капле.

Молодому чумакові

Шлях-дорога пахне.
До далекої подорожі готувались заздалегідь, про що з епічною послідовністю й детальним поясненням розповідається в чумацьких піснях, в яких наче вчуваються повільні ритми ходи чумацької валки:
Задумали чумаки в дорогу, Покупили собі нові вози, Поробили ярма кленові, Поробили занози дубові, Покупили воли половії, Покупили да й попаровали, Понаровали да й повиїжджали…
Чумацькі пісні надихали поетів, композиторів, художників. Вірші Т. Шевченка «Ой не п'ються пива-меди». «Неначе степом чумаки», «У неділю не гуляла» навіяні образами чумацьких пісень. Їхній вплив відчувається в оповіданні М. Вовчка «Чумак», у народнопісенній опері С. Руданського «Чумак — український дивоспів», у п'єсі І. Карпенка-Карого «Чумак».
Центральною фігурою чумацьких пісень є чумак-нетяга, на плечі якого лягли злигодні та небезпеки. Це образ відважної й волелюбної людини, яка добре володіє зброєю і здатна не розгубитися в скрутну хвилину, відбити напад ворога.

## Тематика

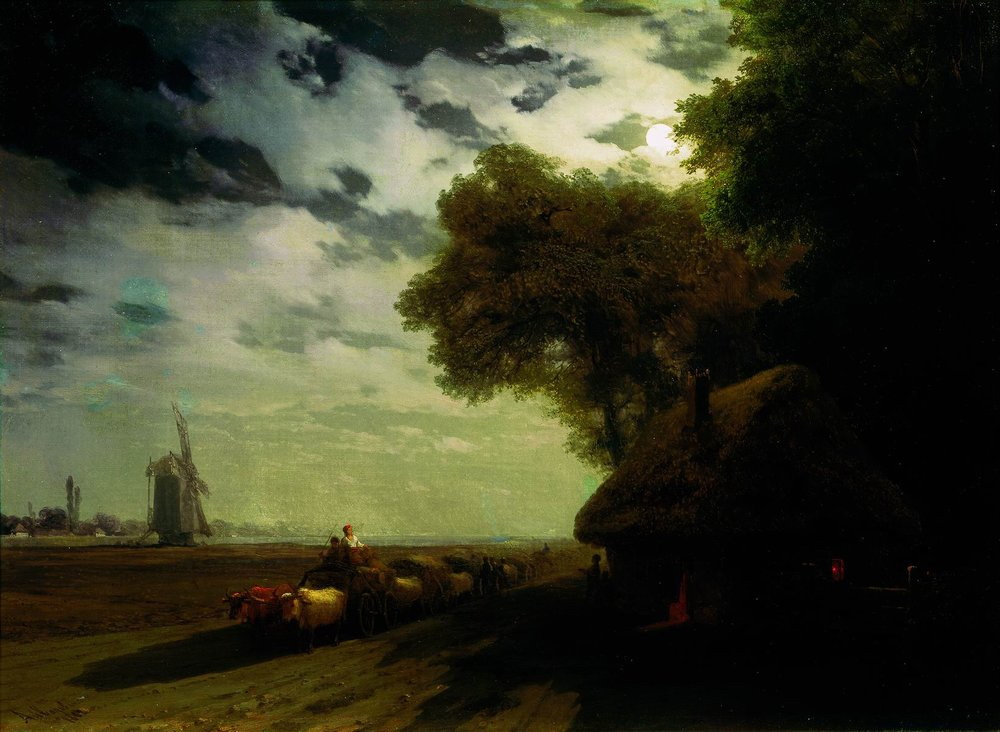
Іван Айвазовський, Чумаки (1885 р.)

Тематика чумацьких пісень дуже широка, вона охоплює найрізноманітніші сторони життя й побуту чумаків: від'їзд чумака у дорогу, бідування чумацької сім'ї після від'їзду господаря, туга чумака за домівкою, злигодні мандрівного життя, втрата худоби, напади татар та грабіжників на чумацькі валки, хвороби і смерть чумака, туга за любою дівчиною, гірка доля чумака-наймита, хвилинні розради; повернення чумака додому, кохання і одруження чумака, туга жінки в довгому чеканні. Зіткнення родинних почуттів зі становим обов'язком — це одна з частих драматичних колізій чумацької лірики, перейнятої тугою за доброю долею. Серед чумацьких пісень є такі, що своєю епічністю наближаються до українських народних дум. Мелодії чумацьких пісень відзначаються гнучким гармоніюванням з текстом, вільними, широкими рисами малюють красу українського степу і досягають вершка досконалості в тих піснях, що розповідають про хворобу та смерть чумаків у дорозі.
Також в самих текстах пісень часто згадується Крим, як одна з важливих локацій чумацького промислу.

## Історія написання і дослідження
Деякі чумацькі пісні виникли щонайменше п'ять століть тому й увійшли до репертуару кобзарів та лірників. Частково вони були записані в рукописних співаниках першої половини 18 століття, а з друку вийшли на початку 19 століття.
Першу музичну публікацію чумацьких пісень здійснив М. Максимович (1834), а перший систематизований збірник їх опублікував І. Рудченко (1874).
Чумацькі пісні обробляли композитори М. Лисенко, К. Стеценко, Я. Степовий, О. Кошиць, М. Леонтович, Ф. Колесса, Л. Ревуцький та інші.
2012 року композитор Володимир Зубицький створив фольк-симфонію «Чумацькі пісні» для солістів, хору та оркестру на тексти старовинних українських народних пісень і Василя Довжика.

## Вплив на літературу
Чумацькі пісні мали великий вплив на українську літературу. Зокрема, чумацькою пісенністю користався Тарас Шевченко («Ой, не п'ються пива», «У неділеньку та ранесенько», «Неначе степом чумаки»). Чумацька тема відбилася в прозі Марка Вовчка, Івана Нечуя-Левицького, Панаса Мирного; у драматургії (п'єса «Чумаки» Івана Карпенка-Карого) і в поезії («Чумацькі могили» Якова Щоголева). Видатним твором, що увібрав у себе тематичне багатство й красу чумацьких пісень, є новела Михайла Коцюбинського «На крилах пісень» (1895).